# Doissin
Doissin is een gemeente in het Franse departement Isère (regio Auvergne-Rhône-Alpes) en telt 616 inwoners (1999). De plaats maakt deel uit van het arrondissement La Tour-du-Pin.

## Geografie
De oppervlakte van Doissin bedraagt 8,4 km², de bevolkingsdichtheid is 73,3 inwoners per km².
De onderstaande kaart toont de ligging van Doissin met de belangrijkste infrastructuur en aangrenzende gemeenten.

## Demografie
Onderstaande figuur toont het verloop van het inwonertal (bron: INSEE-tellingen).